# Boeny

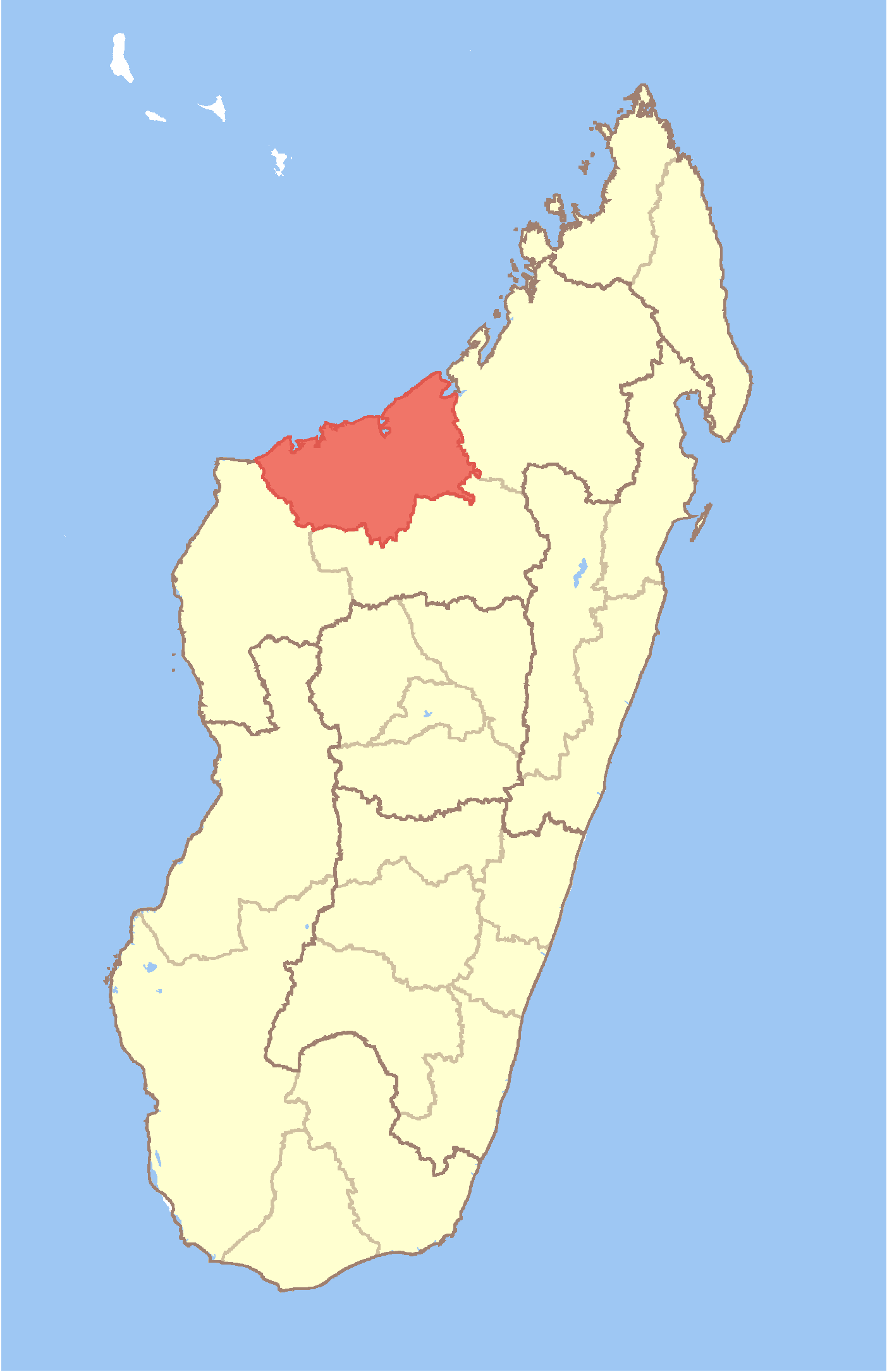
Localisation de la région de Boeny à Madagascar.

Boeny est l'une des vingt-trois régions de Madagascar. Elle est située dans la province de Mahajanga, dans l'ouest de l'île.

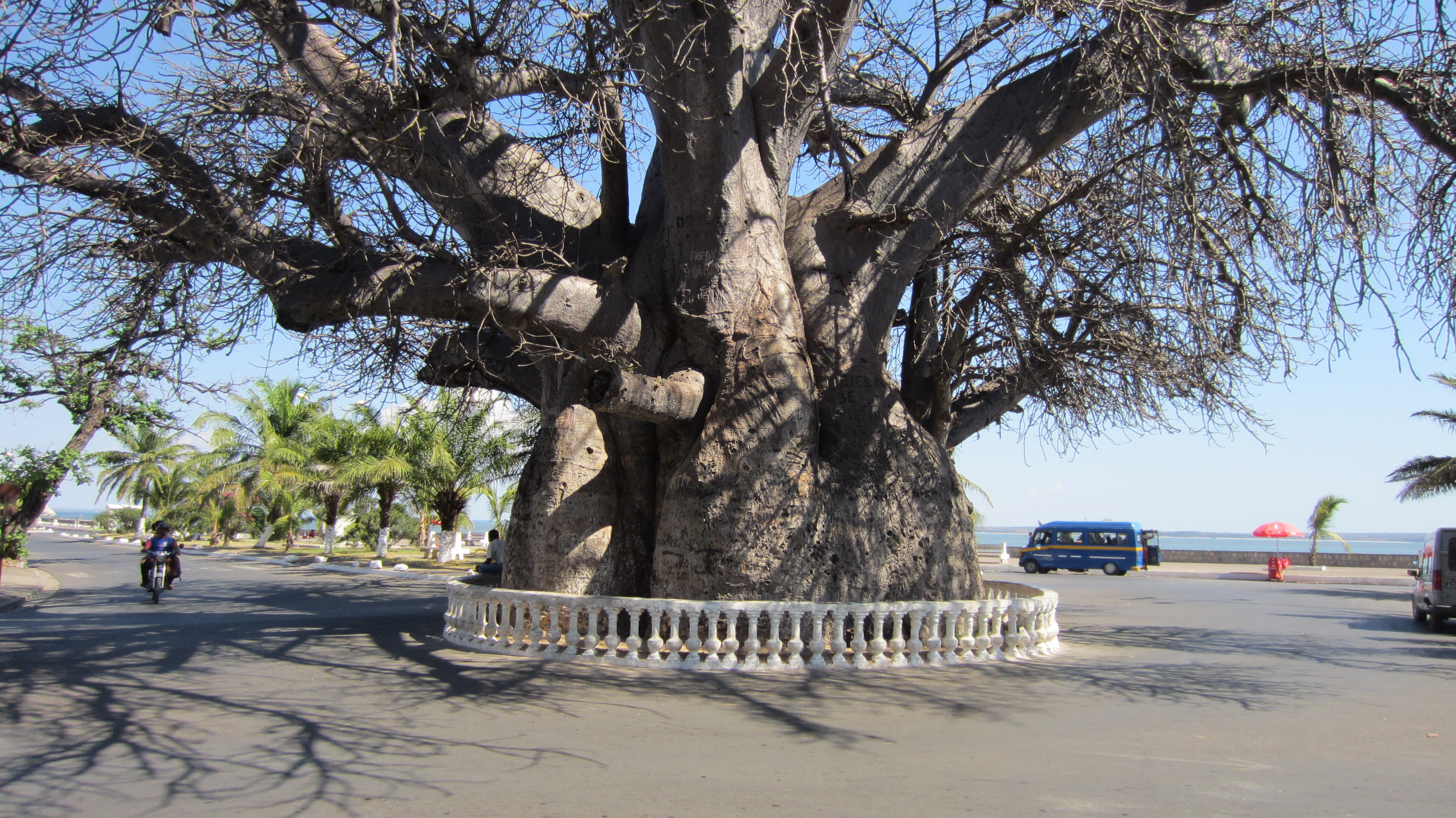
Arbre Baobab à Mahajanga

## Géographie
Elle est frontalière de la région de Sofia au nord-est, de Betsiboka au sud et de  Melaky à l'ouest. La capitale de la région est Mahajanga.
La population est estimée à 570 000 en 2005 et la superficie est de 31 046 km².

## Administration
Elle est divisée en six districts : 
- District d'Ambato-Boeny
- District de Mahajanga I
- District de Mahajanga II
- District de Marovoay
- District de Mitsinjo
- District de Soalala

## Nature
Dans la region Boeny se trouvent:
- le Parc national de la Baie de Baly
- le Parc national du Tsingy de Namoroka
- le Parc national d'Ankarafantsika
- le Complexe Mahavavy Kinkony